# We Come 1
We Come 1 – singel brytyjskiego zespołu Faithless, wydany w 2001 roku przez Cheeky Records.

## Lista utworów
- Singel CD (1 czerwca 2001)[1]

1. „We Come 1” (Edit) – 3:43
2. „We Come 1” (Rollo & Sister Bliss Remix) – 8:32

## Teledysk
Do utworu powstał teledysk.

## Pozycje na listach
| Państwo           | Lista (2001)        | Najwyższa pozycja |
| ----------------- | ------------------- | ----------------- |
| Norwegia          | Top 20 Singles      | 3                 |
| Dania             | Track Top-20        | 3                 |
| Holandia          | Single Top 100      | 3                 |
| Wielka Brytania   | Singles Top 200     | 3                 |
| Finlandia         | Top 20 Singles      | 4                 |
| Irlandia          | Top 50 Singles      | 6                 |
| Belgia (Flandria) | Ultratop 50 Singles | 9                 |
| Belgia (Walonia)  | Ultratop 40 Singles | 11                |
| Hiszpania         | Top 20 Singles      | 13                |
| Szwajcaria        | Top 100 Singles     | 16                |
| Niemcy            | Top 100 Singles     | 17                |
| Szwecja           | Top 60 Singles      | 18                |
| Austria           | Singles Top 75      | 29                |